# 日耶
日耶（法語：Giez）是瑞士联邦西部法语区的沃州下设的一个镇。在行政上属于沃州北汝拉区管辖。日耶的总面积为4.77平方公里。截至2010年底，总人口为341。

## 地理
日耶东隔格朗松与纳沙泰尔湖相望，北以阿尔农河为界。